# Kerkuilen
De kerkuilen (Tytonidae) vormen de kleinste familie in de orde der uilen (Strigiformes). De familie telt 20 soorten, waarvan de (gewone) kerkuil veruit het bekendst is. Dit is de enige die voorkomt in de Lage Landen. Het zijn middelgrote tot grote uilen met een grote kop en een karakteristiek hartvormig gezicht. Kerkuilen hebben lange, sterke poten met krachtige klauwen. Ze onderscheiden zich van de andere uilenfamilie, de echte uilen, door details in hun verenkleed, hun borstbeen en de bouw van hun poten.
De kerkuilen hebben een omvangrijk verspreidingsgebied. Ze leven in uiteenlopende habitats, van woestijnen tot bossen en van gematigde breedtegraden tot de tropen. Ze nestelen zich bij voorkeur rond landbouwgebieden en aan de randen van dorpen of steden. Van de meeste soorten is weinig bekend. Sommige soorten, zoals de madagaskargrasuil, zijn sinds hun ontdekking nauwelijks gezien of bestudeerd. De gewone kerkuil is door zijn alomtegenwoordigheid daarentegen een van de bekendste uilensoorten ter wereld.
Vijf soorten kerkuilen zijn bedreigd, en sommige eilandsoorten zijn tijdens het Holoceen of eerder reeds uitgestorven, daaronder Tyto pollens, bekend uit het fossielenbestand van het eiland Andros op de Bahama's. Vrijwel alle kerkuilen zijn nachtactief, ze leven in paren of solitair.

## Kenmerken
Tot de kerkuilen behoren middelgrote tot grote soorten met een vrij grote kop en een typisch hartvormig gezichtsmasker, de zogenaamde sluier. De gezichtsbouw stelt hen in staat kleine zoogdieren en andere prooien op hun geluid te lokaliseren. Kerkuilen hebben vrij lange, sterke poten met stevige klauwen waarmee ze hun prooien vastgrijpen. Het verenkleed is over het algemeen donkerder aan de achterkant dan de voorkant. Kerkuilen vertonen echter grote fenotypische variatie, zelfs binnen soorten. De familie valt uiteen in twee geslachten: Tyto of typische kerkuilen (sensu stricto) met onder andere de gewone kerkuil als typische vertegenwoordiger, en daarnaast Phodilus of bruine uilen.

## Leefwijze
Kerkuilen zijn meestal vrij uitgesproken nachtvogels, meestal géén trekvogels en leven samen in koppels, andere leven solitair. Kerkuilen hebben ongeveer 1200 veren. Deze veren zijn anders dan de veren van andere vogels. De veren zijn zo gemaakt zodat je niets hoort als de uil met zijn vleugels klapt.
Over het merendeel van de tegenwoordig bekende soorten is echter weinig bekend wat betreft hun algemene leefwijze en voedingsgewoonten. Sommige zijn amper beschreven, of nauwelijks bestudeerd en teruggezien na hun eerste ontdekking en wetenschappelijke beschrijving, dit in tegenstelling tot de gewone kerkuil, die vrij uitvoerig opgevolgd wordt en een van de beter bestudeerde uilen ter wereld is. Toch ook bij de gewone kerkuil zijn er ondersoorten die te weinig bestudeerd worden en eventueel meer aandacht behoeven.

## Verspreiding en leefgebied
Kerkuilen zijn kosmopoliet en dus een familie die over de hele wereld wijd verspreid is, slechts ontbrekend in het uiterste Noorden van Noord-Amerika, de Saharawoestijn in Afrika en uitgestrekte delen van Azië. Kerkuilen komen voor in een brede waaier van verschillende biotopen, van woestijngebieden tot wouden en van gematigde breedtegraden tot meer tropische gordels. In andere talen wordt deze familie ook aangeduid als maskeruilen (wegens hun typische sluier), grasuilen (sommige soorten broeden op de grond in lang gras) of baai-uilen.
Een aantal soorten worden als bedreigd beschouwd, ook al door hun vrij klein verspreidingsgebied, sommige soorten zijn endemisch) en komen slechts in een enkel gebied voor.

## Fossiele vondsten
Fossiele vondsten gaan terug tot het Eoceen en twee andere zijn enkel bekend uit fossiele gegevens, namelijk de Necrobyinae en de Selenornithinae. Bepaalde eilandsoorten zijn reeds uitgestorven, zoals Tyto letocarti. Deze soort is enkel bekend uit fossiele vondsten van Nieuw-Caledonië.

## Taxonomie
De volgende geslachten zijn bij de familie ingedeeld:
- Geslacht Phodilus (2 soorten)
- Geslacht Tyto (18 soorten)